# Bovichtus variegatus
Bovichtus variegatus, también llamado pez espino, es una especie de pez marino que pertenece a la familia Bovichthyidae. Es endémica de Nueva Zelanda.

## Taxonomía

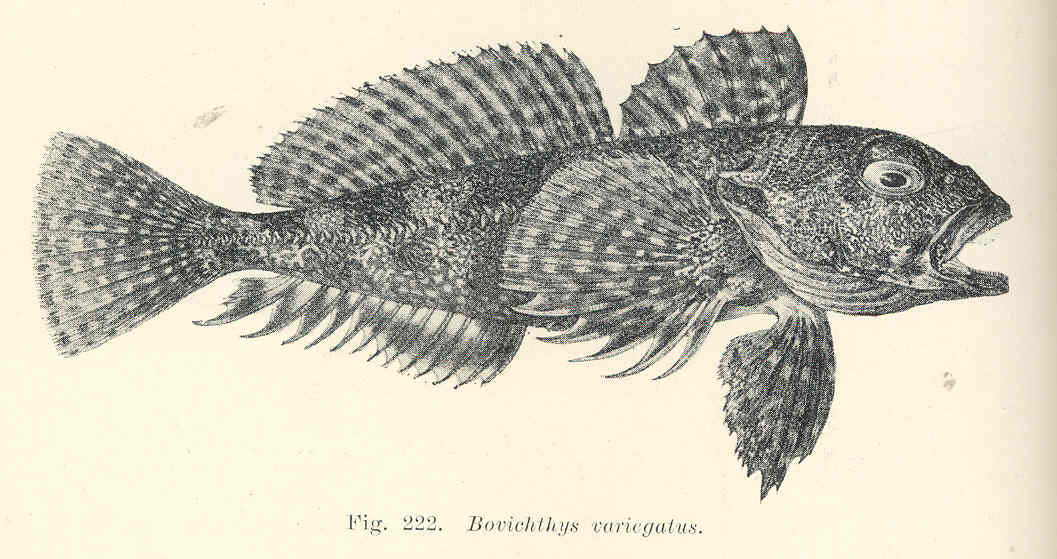
Dibujo de Edgar Ravenswood Waite (1921)

Bovichtus variegatus fue descrito formalmente por primera vez en 1846 por el cirujano naval, naturalista y explorador del Ártico escocés Sir John Richardson en Port Jackson, Nueva Gales del Sur, probablemente de manera errónea porque esta especie no ha sido avistada en Australia desde entonces. El nombre específico variegatus significa “variable” y se le otorgó para enfatizar cómo las manchas de este pez difieren de las de su congénere B. diacanthus.

## Descripción
Tiene un cuerpo completamente desprovisto de escamas y una cabeza ancha y aplanada. Tiene ojos grandes que apuntan hacia arriba, una boca ancha,también tiene una espina gruesa que apunta hacia arriba y atrás en cada cubierta branquial hasta la parte posterior de los ojos. Tiene una doble aleta dorsal, la primera es corta y espinosa, con 7, 8 o 9 espinas, aunque 8 es el recuento más frecuente; mientras que la segunda aleta dorsal contiene 18-20 radios blandos. La aleta anal contiene entre 13 y 15 radios blandos. Los radios de las aletas pélvicas, pectorales y anales son gruesos y los utilizan como apoyo cuando descansan sobre un sustrato. El color de las aletas y de su cuerpo varía, pueden ser moteados con manchas rojas, verdes, naranjas, rosadas y blancas sobre un color de fondo que varía desde el marrón oliva hasta el rojo plateado. Esta especie crece hasta 15 a 25 cm de longitud total.

## Distribución y hábitat
Es endémica de Nueva Zelanda, donde se encuentra desde las costas del sur de la Isla Norte con sus límites al norte en Nueva Plymouth en la costa oeste y la bahía de Tokomaru en la costa este hasta el sur de las islas Auckland. Son comunes en pozas de marea y en arrecifes rocosos de aguas poco profundas, particularmente en las partes más meridionales de su área de distribución. No se le ha avistado a más de 9 m de profundidad.

## Biología
Es una especie carnívora que se alimenta de crustáceos y gusanos. Su patrón de color moteado en la piel es un camuflaje muy efectivo en su hábitat.